# Asarums församling
Asarums församling var en församling i Asarums pastorat i Lunds stift i Svenska kyrkan. Församlingen låg i Karlshamns kommun i Blekinge län. Församlingen uppgick 2021 i Asarum-Ringamåla församling.

## Administrativ historik
Församlingen har medeltida ursprung med en kyrka från 1100/1200-talet. Ur församlingen utbröts 1664 Karlshamns församling och 1883 Ringamåla församling. Asarums församling bildade eget pastorat före 1701 och mellan 1866 och 1882. Från den 21 maj 1701 till 1865 bildade församlingen pastorat med Karlshamns församling och från 1883 med Ringamåla församling. Församlingen uppgick 2021 i Asarum-Ringamåla församling.

## Series pastorum
- Haquinus, skall varit presbyter i Asarum före reformationen.

- -1584 Mogens Jörgensen (-1584)
- 1584-1624 Niels Olsen
- 1624-1655 Peder Bertelsen Struck
- Mats Hansson Mariager
- 1656-1664 Jöns Nilsson Wankif
- 1667-1701 Blasius Thesmar
- 1863-1870  Olof Christian Telemaque Andren, 1824-1870
- 1871-1880  Carl Abraham Danielsson, 1824-1888
- 1881-1893   Anders Hansson Ljunghoff, 1844-1924,     LNO 1903
- 1894-1910  Carl Hjalmar Theodor Ek, 1853-1941,     LVO 1916
- 1910-1926  Nils Anton Kullenberg, 1873-1926
- 1927-1946  Fritz Albert Witzell, 1887-1946,     LVO 1943
- 1947-1965  Nils Carlsson, 1900-1978,     LNO 1962
- 1965-1978  Stig Bertil Gunnar Elmquist, 1913-1995,     LNO 1973
- 1978-          Sven Jakob Danielsson, 1934-2016

## Kyrkor

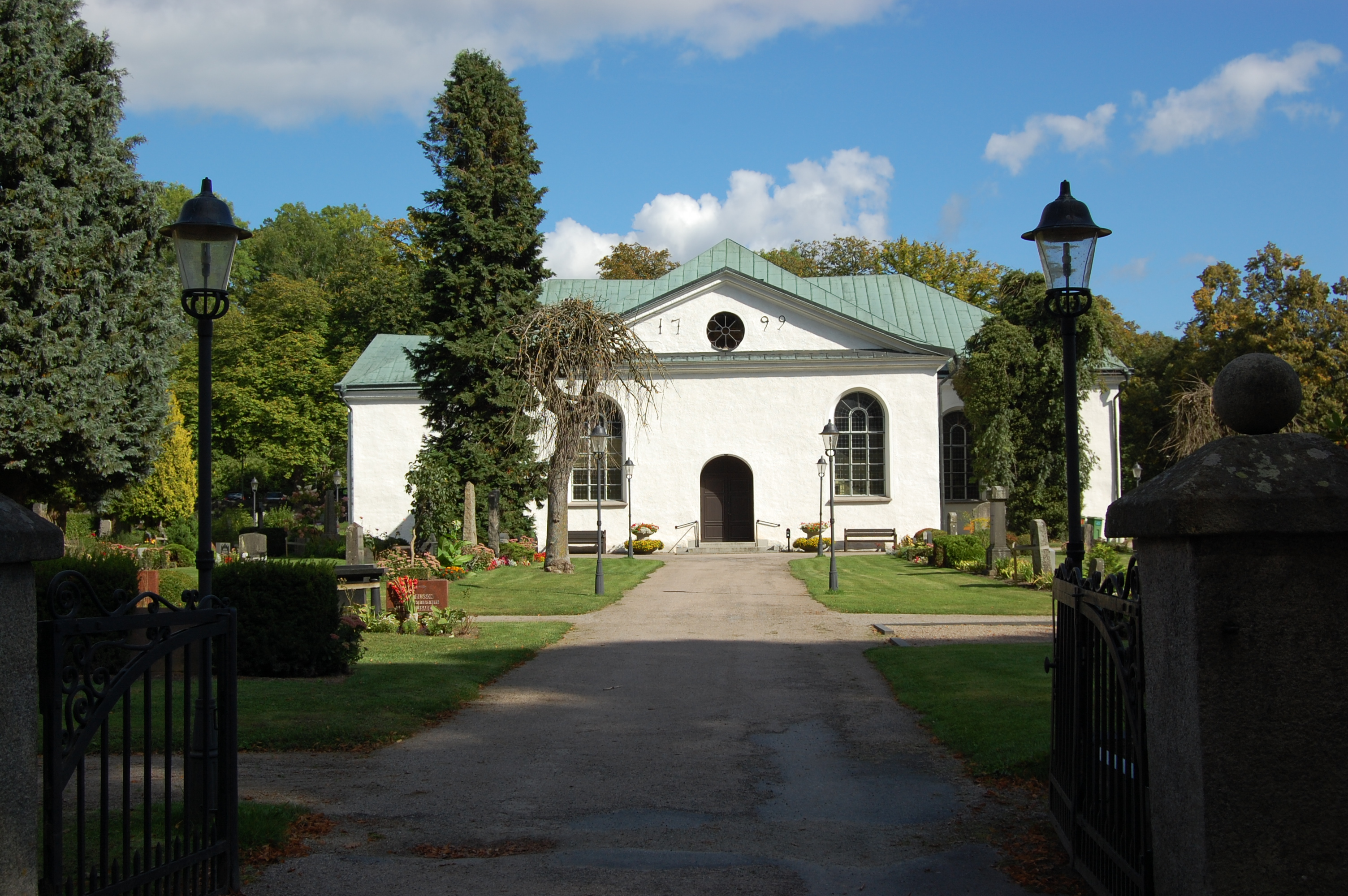
Asarums kyrka
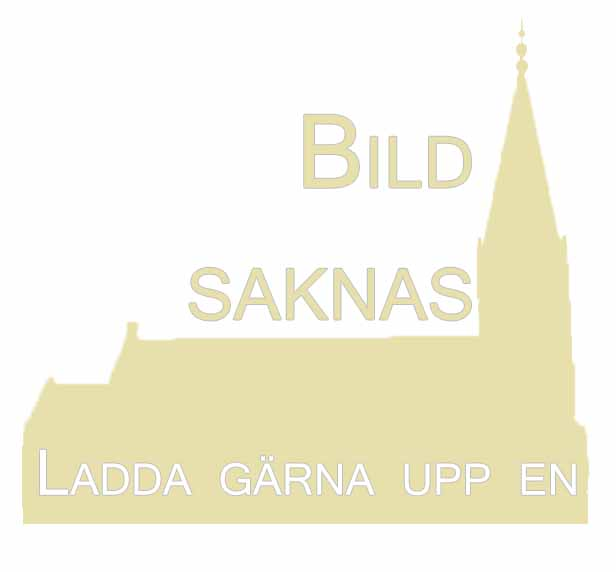
Svängsta kyrka